# Предатель расы
«Предатель расы» («расовый предатель», англ. race traitor) — в идеологии расизма уничижительное обозначение лица, взгляды или действия которого противоречат предполагаемым интересам или благосостоянию расы, к которой принадлежит это лицо. К числу «расовых предателей» расисты относят в том числе людей, заключивших межрасовые браки.

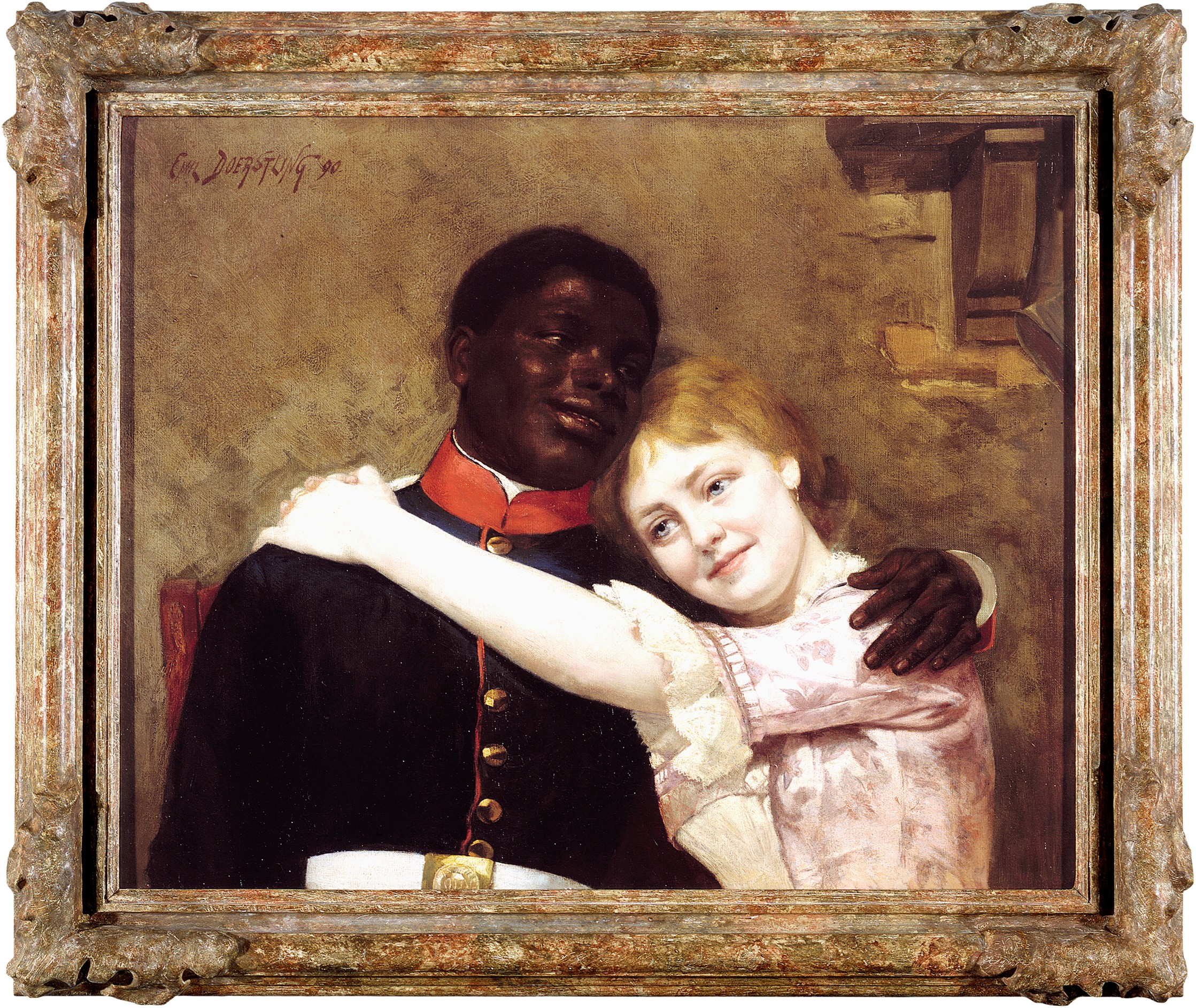
Эмиль Дёрстлинг, Прусское любовное счастье, 1890

Некоторые участники движения «белых» расистов «White power», объединяющего белых сепаратистов, сторонников превосходства «белой расы» и белых националистов, признают, что «белые» занимают ведущие политические должности, и называют их «предателями расы», по той причине, что они не продвигают интересы «белой расы».
Неонацисты провозглашают себя «белым» / «арийским» движением сопротивления, которое борется с «сионистским оккупационным правительством» (ZOG) и «расовыми предателями».
Популярный у неонацистов роман «Дневники Тёрнера» (1978), написанный американским неонацистским деятелем Уильямом Пирсом, призывает к межрасовой войне и описывает «белую расовую (расистскую) революцию», организованную расистской организацией для уничтожения мультикультурализма в конце XXI века. Уничтожение представителей «чёрных рас» и евреев, а также «предателей „белой расы“» заявлено как единственное возможное решение социальных проблем, угодное неназванному божеству.
В январе 1997 года семи молодым датским неонацистам было предъявлено обвинение в планировании международной кампании по рассылке писем против целей в Лондоне, предоставленных Combat 18. Посылки должны были быть отправлены в Швецию. Среди предполагаемых получателей писем-бомб были известные британские спортсмены, состоящие в смешанных браках, в том числе Крисс Акабуси и Дерек Редмонд. Преследование таких «расовых предателей» и их супруг было темой романа Уильяма Пирса «Охотник», в котором нацистский «герой» преследовал смешанные пары с намерением убить их, тем самым сея террор и деморализацию в мультирасовом обществе.
В начале 1995 года британский неонацист Дэвид Мьятт начал издавать газету The National-Socialist, провозглашающую борьбу всех «арийцев» против их вымирания под натиском «низших рас», подстрекаемых либеральными «предателями расы». Газета поддерживала «Национал-социалистический альянс» и его политику создания «арийской родины» в качестве анклава «белой расы». Все «цветные» рассматриваются как силы вторжения, санкционированные «Сионистским оккупационным правительством».
Понятие известно в германском неоязычестве. Его этноцентристская фракция считает приверженцев «этнического» неоязычества (срединного направления между расистской и антирасистской фракциями) предателями расы за их отказ полностью принять превосходство «белой расы».
Термин также используется антирасистскими активистами, такими как Ноэл Игнатьев, Джон Гарви и Мэб Сегрест. Игнатьев был соредактором журнала «Предатель расы», который продвигал идею, что «измена белизне — это верность человечеству». Идея журнала заключалась в том, что расовые категории были созданы для организации социальной иерархии, которая приносит пользу «белым» за счёт «цветных». «Белая раса» рассматривается как эксклюзивный клуб, который журнал стремится распустить и разбить на части.